# Heurteauville
Heurteauville là một xã thuộc tỉnh Seine-Maritime trong vùng Normandie miền bắc nước Pháp.